# Jesidenverfolgung
Jesidenverfolgung bezeichnet Gewalttaten an Jesiden. Diese Verfolgungen erlebten mit dem Völkermord durch die dschihadistische Terrororganisation Islamischer Staat (IS) ihren Höhepunkt.

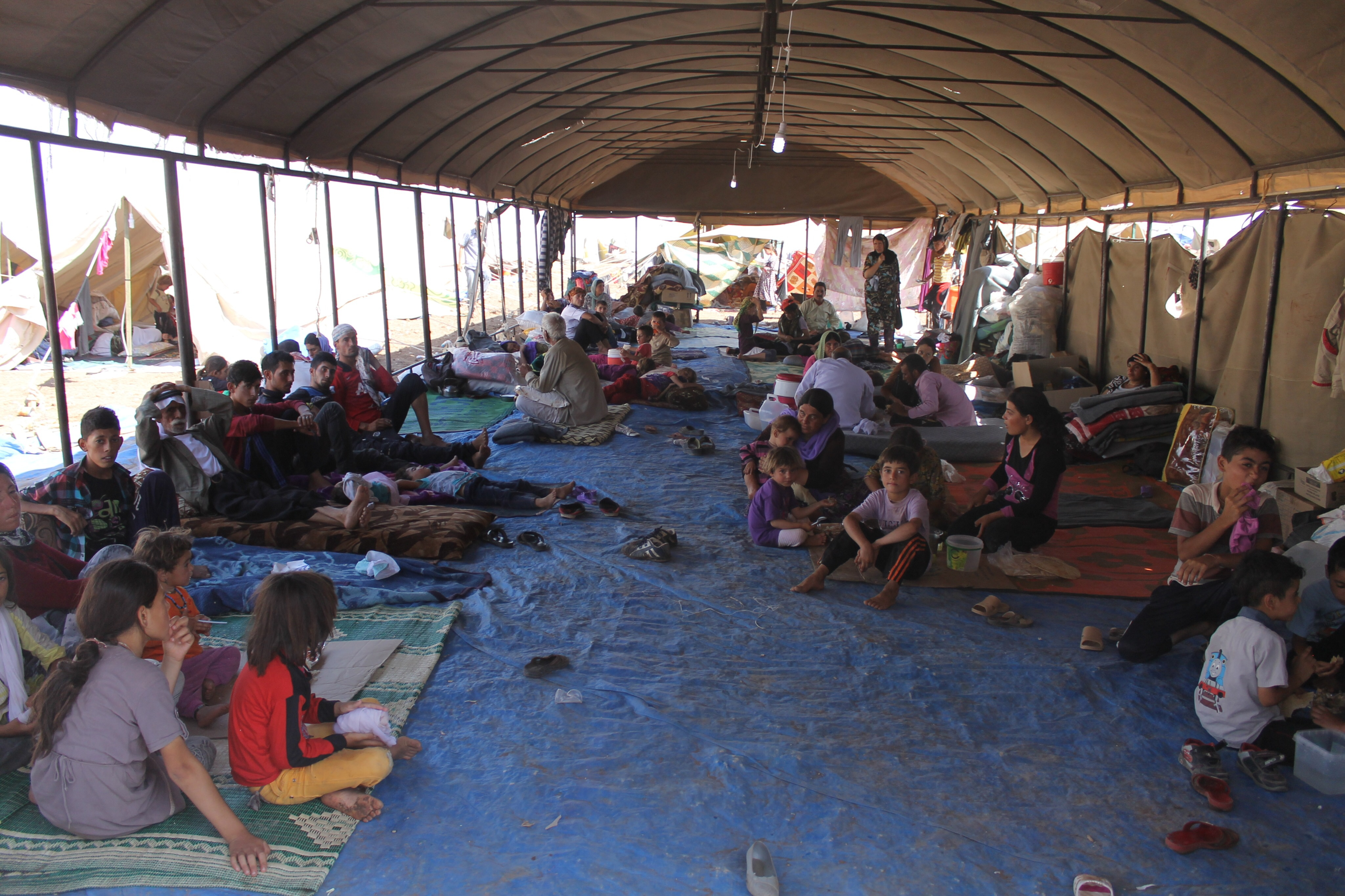
Jesidische Flüchtlinge erhalten in einem Lager Unterstützung vom International Rescue Committee

## Geschichte

### Beginn
Laut dem Jesidenforscher Philip G. Kreyenbroek begannen die ersten Verfolgungen durch Muslime, als die Jesiden nicht mehr als eine muslimische Sondergemeinschaft wahrgenommen wurden. Damit standen sie außerhalb der Umma. Ein Bericht zu den frühesten Verfolgungen 1415 findet sich in al-Maqrīzīs Werk „Die Führung zum Wissen über die mamlukischen Länder“ (as-Sulūk li-Maʿrifat Duwal al-Mulūk), einer Chronik der Mamluken. Der Orientalist Rudolf Frank übersetzte den relevanten Teil 1911 ins Deutsche.
Al-Maqrīzī schrieb, dass die Anhänger von ʿAdī ibn Musāfir dessen Grab zu ihrer Qibla erhoben und bald so weit gingen, zu sagen, dass alles, was sie besäßen, von ihm komme. Das Beten sei für Jesiden obsolet, da dies ʿAdī ibn Musāfir für sie bei Gott bereits erledige. Aufgrund solcher Berichte rief der schafiʿitische Gelehrte Dschalāl ad-Dīn Muhammad ibn ʿIzz ad-Dīn Yūsuf al-Hulwānī zu ihrer Verfolgung auf. Dem schenkten einige kurdische Stämme Gehör und griffen die „Anhänger des Scheich ʿAdī“ an. Dabei begingen sie ein Massaker an den Jesiden und verwüsteten ʿAdī ibn Musāfirs Grab. Indem sie seine Gebeine herausholten und verbrannten, verspotteten sie die Gläubigen. Viele Jesiden gingen in Gefangenschaft. Diejenigen, die bleiben konnten, verfolgten dem Bericht nach von nun an islamische Rechtsgelehrte (fāqih) und töteten diese. Der Kurdenforscher John S. Guest schreibt in seinem Buch zu den Jesiden hingegen, dass der Auslöser für diesen Feldzug die Macht war, welche sich in den Händen von Jesiden konzentriert habe.

### Osmanisches Reich
Im Osmanischen Reich waren es türkische und kurdische Muslime, die die Jesiden immer wieder verfolgten, massakrierten und teilweise zum Islam zwangen. Zu Beginn des Osmanischen Reiches waren die Jesiden noch mächtig. So wurde ein Jeside zum „Emir der Kurden“ ernannt. Der Einfluss nahm jedoch mit der Zeit ab, insbesondere durch die vielen Konversionen zum Islam. Dennoch war der jesidische Anteil in kurdischen Stämmen und Konföderationen noch immer beträchtlich. Oft waren nicht-jesidische kurdische Stämme das treibende Element bei den Verfolgungswellen. Bei den Jesiden wurde der Begriff Farmān für sämtliche Massaker ab dem Osmanischen Reich üblich. Im osmanischen Sprachgebrauch bezeichnete Ferman ein Dekret des Sultans.
Obwohl muslimische Kurden bei den Gräueltaten an den Jesiden oft eine tragende Rolle spielten, gab es auch Zeiten, in welchen Kurden und Jesiden zusammenarbeiteten, um ein eigenes Emirat zu gründen. Die Folgen davon waren Strafexpeditionen der Osmanen, die oft in Massakern an Jesiden mündeten. Dies geschah zum ersten Mal unter Süleyman l im 16. Jahrhundert. Zu dieser Zeit bekämpften kurdische Stämme das Osmanische Reich. Unter dem kurdischen Stammesführer Hasan Beg ad-Dāsnī standen die Kurden im Krieg mit den Osmanen. Als diese ad-Dāsnīs habhaft wurden, richteten sie ihn hin. Die Jesiden antworteten mit Aufständen. Manche Jesiden betrachten diese Fatwā als den Ausgangspunkt für die ersten sechs Farmān an den Jesiden. Andere jesidische Websites zählen diese Fatwā allerdings erst an achter Stelle auf.
1832 hatte ʿAlī Beg, der jesidische Mir in Schaichān aus dem Daseni-Stamm, schon länger in einer Fehde mit dem kurdisch-sunnitischen Anführer ʿAlī Aga, einem Verwandten des wichtigen kurdischen islamischen Geistlichen Mullah Yahya, gelegen. ʿAlī Beg lud ihn ein, um karif (ein jesidischer Brauch im Nordirak, bei welchem ein Sohn auf dem Schoss eines Muslims beschnitten wird und dadurch ein lebenslanges Band zwischen beiden entsteht) seines Sohnes zu werden. Von diesem Angebot tief geehrt machte sich ʿAlī Aga mit wenigen Beschützern auf den Weg. Bei ʿAlī Beg angekommen wurde er getötet. Mullah Yahya beschwerte sich deshalb beim osmanischen Konsul ʿAlī Rizā Pascha in Bagdad. Dieser beauftragte Kör Mohammed mit der Erledigung der Sache. Jener Kör Mohammed war Anführer der Soran-Kurden, die dem jesidischen Stamm der Daseni historisch feindlich gegenüberstanden. Kör Mohammed war darüber hinaus streng gläubiger sunnitischer Muslim.
Als der Jeside ʿAlī Beg davon Nachricht erhielt, ritt er ohne Eskorte zu Kör Mohammed. Den Vorschlag, zum Islam zu konvertieren, schlug ʿAlī Beg aus. Daraufhin enthauptete Kör Mohammed ʿAlī Beg und verfolgte die Jesiden. Teilweise fielen ihm auch Christen und Juden zum Opfer. Viele Jesiden versuchten deshalb von Schaichān nach Mossul zu fliehen. Da der Tigris jedoch Hochwasser hatte, gelang nur wenigen die Ankunft in der Stadt. Der große Rest wurde am Ufer von Kör Mohammeds Männern umgebracht. Diese Verfolgung ging als „Soran-Massaker“ in das kollektive Gedächtnis der Jesiden ein.
Nachdem die Osmanen 1849 durch wiederholte Interventionen von Stratford Canning und Sir Austen Henry Layard den Jesiden einen gewissen rechtlichen Status verliehen hatten, sendeten sie 1890 oder 1892 ihren osmanischen General Omar Wahbi Pascha (später bekannt als „Ferîq Pascha“ im Gedächtnis der Jesiden) aus Mossul zu den Jesiden in Schaichān und setzten den Jesiden wieder ein Ultimatum, um zum Islam zu konvertieren. Als die Jesiden sich weigerten, wurden die Gebiete Sindschar und Schaichān besetzt und ein erneutes Massaker unter den Bewohnern begangen. Die osmanischen Herrscher mobilisierten kurdische Stämme und die später 1891 gegründete Hamidiye Kavallerie um gegen die Jesiden vorzugehen. Viele jesidische Dörfer wurden durch die überwiegend kurdisch-stämmige Hamidiye Kavallerie überfallen und die Bewohner getötet. Die jesidischen Dörfer Baschiqa und Bahzani wurden auch überfallen und viele jesidische Tempel wurden zerstört. Der jesidische Mir Ali Beg wurde gefangen genommen und in Kastamonu festgehalten. Das zentrale Heiligtum der Jesiden Lalisch wurde in eine Koranschule umfunktioniert. Zwölf Jahre lang hielt dieser Zustand an, bis die Jesiden dann anschließend ihr Hauptheiligtum Lalisch zurückerobern konnten.

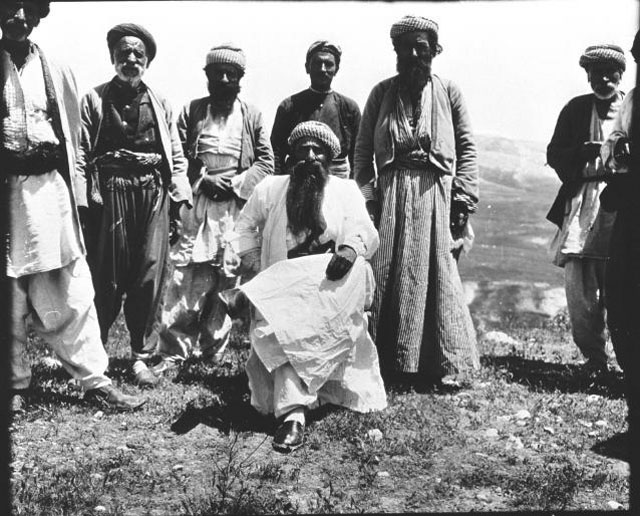
Auf dem Bild in der Mitte zu sehen ist Mir Ali Beg II. (der Enkelsohn von Mir Ali Beg I. und Großvater von Mir Tahsin Saied Beg)

### Saddam Hussein
Während der Arabisierungskampagne in den 1970ern ließ der damalige irakische Diktator Saddam Hussein jesidische Städte – vor allem solche in der Nähe von Bergen – räumen und zerstören und wollte die ansässigen Menschen zum Islam zwangskonvertieren. Die Bevölkerung wurde dann in künstlichen Städten in den Ebenen neu angesiedelt. Dadurch wollte er zum einen Peshmergakämpfern eine Möglichkeit zum Unterschlupf nehmen, zum anderen wurden teilweise auch Dörfer zwangsumgesiedelt, um den Bau der Mossultalsperre voranzutreiben. Durch diese Umsiedelung verloren die Jesiden größtenteils ihre wirtschaftliche Unabhängigkeit. Wer gegen die Pläne der damaligen irakischen Regierung aufbegehrte, wurde verschleppt, gefoltert und verschwand in vielen Fällen sogar.
Eine weitere Folge dieser Kampagne war die systematische Diskriminierung der Jesiden. An öffentlichen Schulen erhielten sie weder Unterricht in ihrer Sprache Kurmandschi noch in ihrer Religion. Gesellschaftlich litten sie aufgrund ihrer Religion unter Übergriffen und Anfeindungen durch Muslime. Amnesty International führt in einem Bericht die Begründung dafür an: vielen Muslimen gelten die Jesiden als Ungläubige und somit als nicht schützenswert. Radikalere Muslime sehen demnach sogar die Tötung eines Jesiden als heilige Tat an. Siehe zur Stellung der Jesiden auch Katarisches Religionsministerium.

### Anschlag von Sindschar 2007
Am 14. August 2007 verübten vier Selbstmordattentäter der Terrororganisation al-Qaida im Süden Sindschars ein Massaker an der Zivilbevölkerung. Mit vier mit Sprengstoff beladenen Lastwagen zerstörten die Terroristen die beiden Dörfer Siba Scheich Khidir (al-Jazirah) und Til Ezer (al-Qahtaniya) fast vollständig. Über 500 Menschen wurden getötet und über 1.500 verletzt, viele davon schwer. Es war der verheerendste Terrorakt von al-Qaida nach dem 11. September 2001. Bereits nach diesem Anschlag befürchteten viele Jesiden, dass Extremisten sie „ausrotten wollen“.

## Völkermord 2014

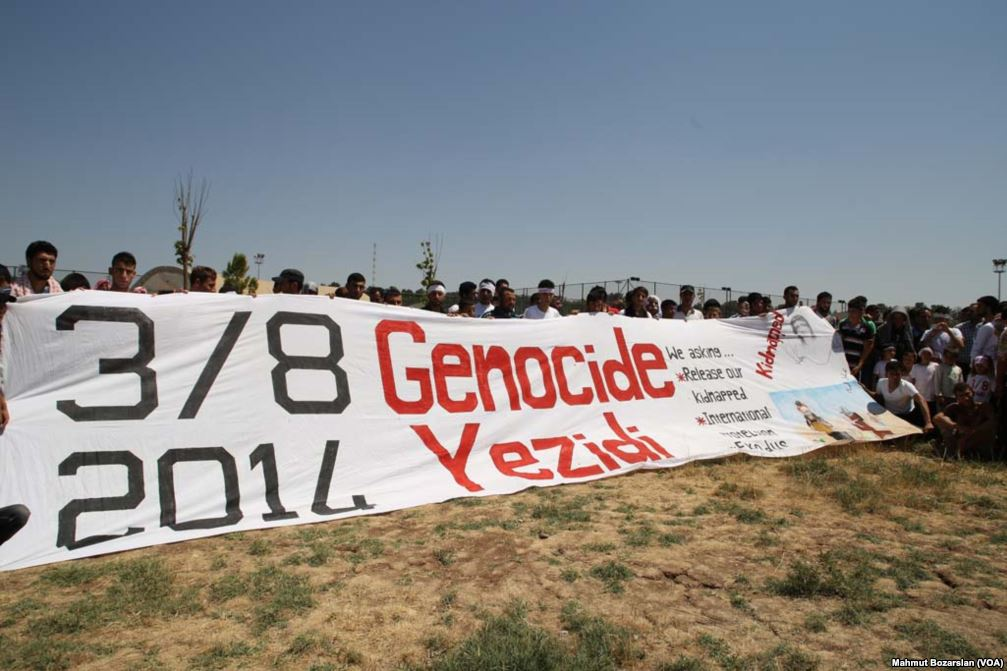
Jesidisches Gedenken zum Völkermord am 3. August 2014 in der türkischen Stadt Diyarbakır (2015)

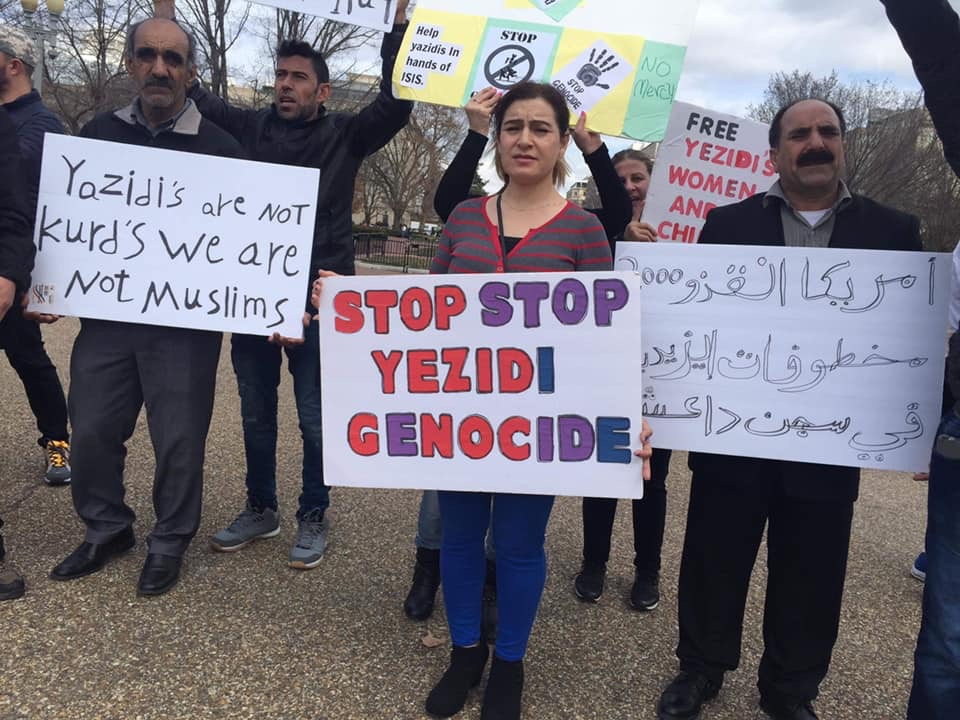
Jesidisches Gedenken zum Völkermord am 3. August 2014 vor dem Weißen Haus in Washington, D.C. (15. März 2019)

Am 3. August 2014 überfiel die Terrormiliz Islamischer Staat das Hauptsiedlungsgebiet der Jesiden in Sindschar und verübte einen Völkermord an der Bevölkerung. Laut UN wurden bis zu 5.000 Jesiden (davon nach Angaben von Spiegel Online rund 3000 Männer und Jungen) ermordet, zwischen 6470 und 7.000 Frauen und Kinder entführt und über 400.000 aus ihrer Heimat vertrieben; etwa 2850 Jesiden werden bis heute vermisst. Zudem verübte die Terrormiliz IS sexualisierte Gewalt/Missbrauch an jesidischen Frauen, nachdem diese versklavt wurden.
Vorausgegangen war diesem Völkermord der Abzug kurdischer Peschmerga aus der Region um den Dschabal Sindschar. Als die Peschmerga noch vor der Zivilbevölkerung geflohen waren und damit die Jesiden schutzlos zurückgelassen hatten, begann die IS-Organisation in der Region Sindschar den Völkermord an den Jesiden. Den kurdischen Volksverteidigungseinheiten (YPG) gelang es im August desselben Jahres, 10.000 Jesiden das Leben zu retten, indem sie einen Korridor zum Sindschar-Gebirge freikämpften. In den Augen der Jesiden war es ausschließlich die YPG, welche die IS-Terroristen bekämpft hatten.
Wie die IS-Organisation in eigenen Publikationen schrieb, sollten Muslime die Existenz des Jesidentums hinterfragen, da Gott den Muslimen am Jüngsten Tag diese Frage stellen werde. Um dem Morden zu entgehen, zwangskonvertierten viele Jesiden zum Islam. Entgegen früherer Praxis bei solchen Massakern wurde den Betroffenen vonseiten der Jesiden die Rückkehr in das Jesidentum gestattet. In Anlehnung an ähnliche Erlebnisse aus dem Osmanischen Reich nennen die Jesiden auch die Massaker der IS-Organisation Farmān.
Die Vereinten Nationen und das Europäische Parlament erkennen den Völkermord an den Jesiden als solchen an. Im Jahr 2020 wurde ein vermehrter Suizid unter Jesiden, die Augenzeugen des Völkermords waren, beobachtet.
Als Reaktion auf den Völkermord im Jahr 2014 wurden die Bürgerwehren Yekîneyên Berxwedana Şingal und Hêza Parastina Êzîdxan gegründet.

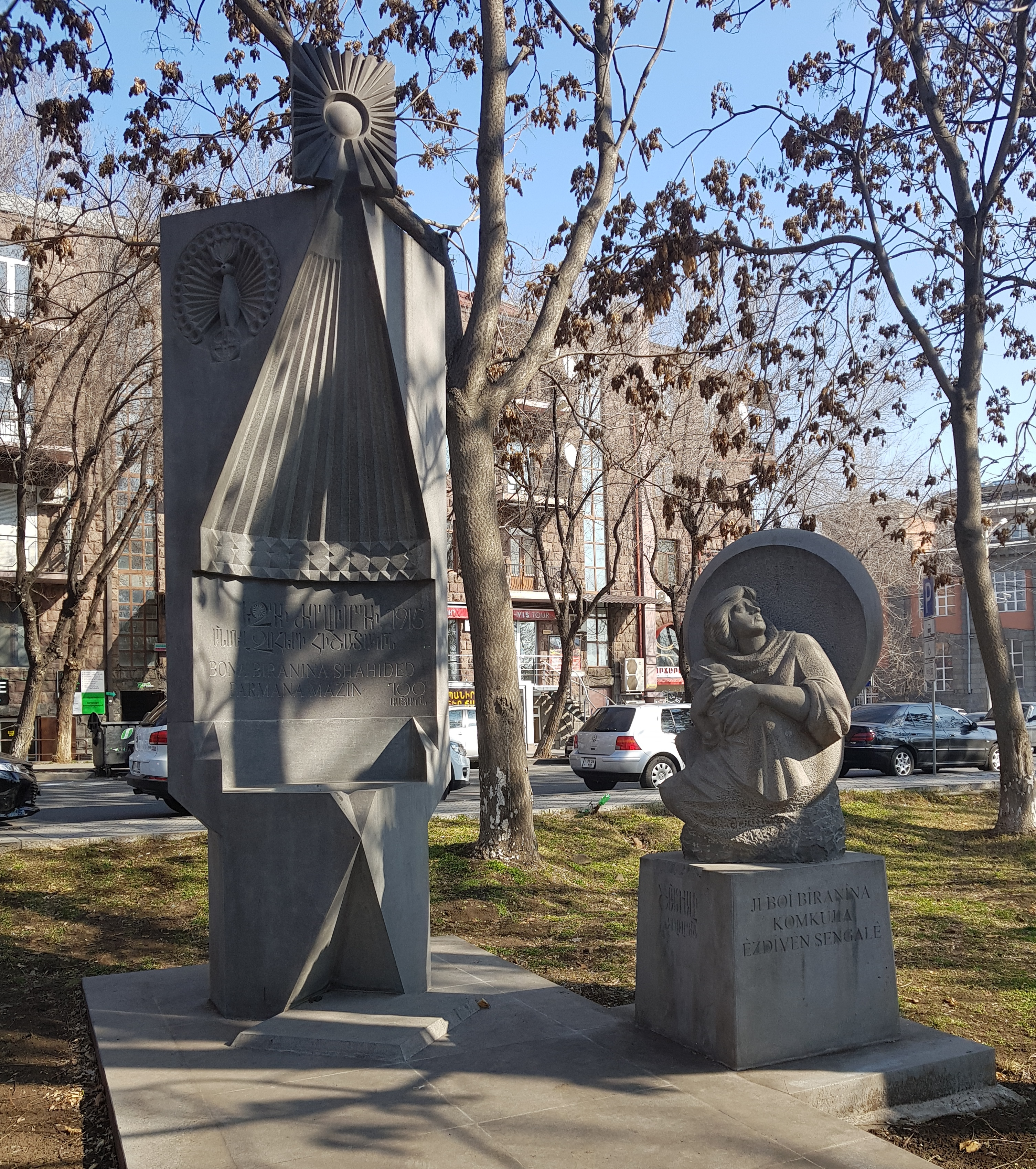
Mahnmal für die Opfer des Völkermords an den Jesiden 1915 (links). Aufgestellt in Jerewan, Armenien, im April 2015. Mahnmal für die Opfer des Völkermords an den Jesiden 2014 (rechts). Aufgestellt in Jerewan, Armenien, im April 2016.

## Ideologische Grundlage: Fatwas, die die Jesiden als Ungläubige einordnen
Sämtliche der oben beschriebenen Massaker an den Jesiden wurden von muslimischer Seite begangen. Die Jesiden standen während ihrer Geschichte meist unter dem Druck ihrer muslimischen Nachbarn, der sich zuweilen in Gewalt entlud und zu Massakern führte. Dies hatte auch damit zu tun, dass die Jesiden anders als Christen oder Juden nicht als Ahl al-kitāb galten. Die Folge war, dass sie nach islamischem Recht keinen Schutz ihres Lebens und ihres Eigentums sowie keine Erlaubnis zur Ausübung ihrer Religion bekamen. Die Wahrnehmung der Jesiden als Ungläubige ist bis heute im Irak stark verbreitet, wie Amnesty International in einem Bericht 2005 schrieb. Verantwortlich dafür sind verschiedene Fatwas, in denen die Jesiden als Ungläubige eingeordnet werden. Nachfolgend einige Beispiele.

### Spätosmanische Jesiden-Fatwa
Eine der frühesten Fatwas, in der die Jesiden explizit erwähnt und zu Ungläubigen erklärt werden, stammt wahrscheinlich aus spätosmanischer Zeit. Sie wurde erstmals 1935 von dem irakischen Gelehrten ʿAbbās al-ʿAzzāwī (1890–1971) in seinem Buch Tārīḫ al-Yazīdīya wa aṣl ʿaqīdatihim („Die Geschichte der Jesiden und der Ursprung ihrer Glaubenslehre“) veröffentlicht. Er erwähnt, dass er sie in der Süleymaniye-Bibliothek in Istanbul bei den Büchern von Ismāʿī Haqqī Izmīrlī (1869–1946) gesehen habe. In dem Text war vermerkt, dass sie Izmīrlī als Geschenk von einem Notabeln namens Nuʿaim Bak (Bey) Āl Bābān als Geschenk erhalten hatte.
1949 hat der irakische Historiker Siddīq ad-Damlūdschī (1880–1958) den Text in seinem Buch über die Jesiden veröffentlicht. Ad-Damlūdschī erklärt, dass er die Fatwa in vollständiger Form in einer Sammelhandschrift von einem gewissen Dr. Dāwūd Dschalabī gefunden habe. Ausschnitte daraus habe er auch anderswo gefunden, so zum Beispiel in dem Buch al-Yazīdīya wa-manšaʾ niḥlatihim von Ahmad Taimūr Pascha aus dem Jahr 1928 und in einer Sammelhandschrift, die mit den Worten „Die Jesiden sind ursprüngliche Ungläubige, wie von einigen Bücher des Madhhab überliefert ist“ überschrieben ist.
Die Fatwa wird außerdem in einer Publikation des Kurdistan Center for Strategic Studies aus dem Jahre 2004 reproduziert. Der Autor ʿAdnān Zaiyān Farhān gibt an, dass er sie nach einer anonymen Handschrift mit dem Titel „Drei Blätter über die Verketzerung der Jesiden“ (Ṯalāṯ aurāq fī takfīr al-yazīdīya) zitiert, die in der irakischen Handschriftensammlung Dār Ṣaddām li-l-maḫṭūṭāt aufbewahrt wird und dort die Nr. 30580 hat. Das Dār Ṣaddām li-l-maḫṭūṭāt ist eine Bibliothek für Handschriften, die nach dem Sturz von Saddam Hussein in „Haus der irakischen Handschriften“ (Dār al-maḫṭūṭāt al-ʿirāqīya) umbenannt wurde.

#### Frage der Autorschaft
Ungeklärt ist bisher die Frage der Autorschaft der Fatwa. Es gibt drei unterschiedliche Zuschreibungen:
- ʿAbbās al-ʿAzzāwī hat sie in seinem Buch einem gewissen ʿAbdallāh ar-Ratbakī (gest. 1749) zugeschrieben.[46] Nach ad-Damlūdschī lautet der Name richtig ʿAbdallāh ar-Rabtakī. Es handelt sich um einen Gelehrten aus dem Dorf Rabtaka in den Bergen von al-Muzūrīya, der von 1650 bis 1749 lebte, sich in Mossul niederließ und dort als Rechtsgelehrter tätig war. Ad-Damlūdschī selbst hat jedoch Zweifel an dieser Zuschreibung.[47]
- In der Sammelhandschrift von Dāwūd Dschalabī, in der ad-Damlūdschī die Fatwa gefunden hat, wird die Fatwa einem Scheich namens Hasan asch-Schīvkī (geschrieben mit ۋ) zugeschrieben. Ad-Damlūdschī erklärt, dass sich dieser Name auf ein Dorf bezieht, das sich in dem Tal des Gomel-Flusses in der Nähe des Dorfes Chunus befindet.[47]
- In der Publikation des Kurdistan Center for Strategic Studies aus dem Jahre 2004 wird die Fatwa dem osmanischen Gelehrten Ebussuud Efendi (1490–1574), der unter Sultan Süleyman I. als Schaich al-Islām fungierte, zugeschrieben.[48]

Eine wissenschaftliche Untersuchung zur Frage der Autorschaft der Fatwa liegt bisher noch nicht vor. Gegen eine Autorschaft von Abū s-Suʿūd spricht, dass es eine ganze Anzahl unterschiedlicher Fatwas zu den Jesiden gibt, die diesem bekannten Gelehrten, der als eine der wichtigsten Autoritäten des Osmanischen Reiches galt, zugeschrieben wurden. So hat zum Beispiel ad-Damlūdschī in der Bibliothek eines gewissen Amīn Bek al-Dschalīlī eine ebenfalls Abū s-Suʿūd zugeschriebene Fatwa gefunden, die äußerst laienhaft abgefasst war und von mangelnder Kenntnis des islamischen Rechts strotzte.

#### Inhalt der Fatwa
Der Autor der Fatwā listet mehrere Punkte auf, die er der jesidischen Glaubenslehre zuschreibt und die seiner Ansicht nach die Einordnung als Unglauben rechtfertigen:
- Die Jesiden leugneten den Koran und behaupteten, dass er nichts weiter als eine Lüge ist. Ein wahrer jesidischer Gläubiger müsse sich lediglich auf Scheich Fahr (einer von ʿAdī ibn Musāfirs Hauptschülern) stützen und sich an sie halten. Dies sei der Grund dafür, dass die Jesiden islamische Gelehrte anfeinden und sie hassen würden, ja sie sogar auf schreckliche Art und Weise töteten, wenn sie ihrer habhaft werden. Die Bücher des Islams (kutub al-Islām) zerreißen die Jesiden.
- Außerehelichen Geschlechtsverkehr (zinā) hießen sie gut, insofern er im gegenseitigen Einvernehmen geschehe. Der Autor der Fatwā verweist auf eine weiter nicht näher genannte Person, welche diese Information an den Autor herangetragen habe. Diese Person habe dies im Buch Ǧilwa der Jesiden gelesen.
- ʿAdī ibn Musāfir zögen sie um ein Vielfaches Mohammed vor und behaupteten sogar, dass es keinerlei Beziehung zwischen diesen beiden gäbe.
- Die Jesiden schrieben Gott körperliche Attribute wie Essen, Trinken, Stehen und Sitzen zu.
- Sie erlaubten ihren Scheichen, mit ihren Frauen Geschlechtsverkehr zu haben, und hießen dies sogar für gut.
- Sie behaupteten, dass das rituelle Gebet keinen Nutzen habe und es keine Pflicht sei. Pflicht sei für die Jesiden vielmehr die Reinheit des Herzens.
- Die Jesiden werfen sich vor Lalisch und jedem anderen Ort, der nach ihrer Auffassung ein heiliger Ort ist, nieder. Dazu zähle insbesondere das Banner von ʿAdī ibn Musāfir. Derjenige, der sich vor ihm nicht niederwerfe, gelte bei ihnen als Ungläubiger (kāfir). Und es sei bekannt, dass diese Prosternation der Prosternation vor Götzenbildern und der Sonne, nicht dem Niederwerfen vor Emiren, Gelehrten und Scheichs gleichkomme.
- Sie glaubten, dass ʿAdī ibn Musāfir am Tag der Auferstehung seine Gemeinschaft auf einen Teller setze und mit diesem auf seinem Kopf in das Paradies einziehe – Gott und den Engeln zum Trotz.

All dies seien nur einige ihrer schändlichen Aussagen und hässlichen Taten. Der Autor der vorliegenden Fatwā behauptet, dass diese Informationen ihm jemand zugetragen hat, der sich den Jesiden zugesellt und sich über ihre Umstände erkundigt hatte. Ein anderer habe berichtet, dass sie sich in drei Gruppen unterteilten:
1. Ihre Übertreiber, die behaupten, dass ʿAdī ibn Musāfir Gott ist.
2. Diejenigen, die behaupten, dass ʿAdī ibn Musāfir ein Teil von Gottes Einheit ist. Gott urteile dabei über den Himmel, ʿAdī ibn Musāfir über weltliche Angelegenheiten.
3. Zuletzt die Gruppe, die ʿAdī ibn Musāfir weder als Gott noch als Teil Gottes betrachtet. Ihrer Meinung nach hat ʿAdī ibn Musāfir jedoch den Rang eines großen Wezirs vor Gott, weshalb Gott keine Entscheidung treffe, ohne zuvor ʿAdī ibn Musāfir konsultiert zu haben.

Der Verfasser der Fatwā schließt diese Zusammenfassung mit dem Resultat, dass alle Jesiden sich heftigen Unglaubens (al-kufr aš-šadīd) schuldig machten. Deshalb würden die Jesiden mit den Christen sympathisieren und einige ihrer Glaubensgrundsätze gutheißen. Dabei sei es ganz deutlich, dass all dieses soeben Erwähnte in den abscheulichsten Unglauben führe.
Was nun folgt, ist eine ausführliche Beschreibung der praktischen Implikationen, die diese Verurteilung der Jesiden als Ungläubige nach sich zieht. Laut dem Madhhab der Malikiten, Schafiiten und Hanbaliten werde das Gebiet, wo der Unglaube aufgetreten sei, zum Dār al-Harb, so dass man die Besitztümer der Bewohner erbeuten dürfe. Ganz gleich, ob man die Jesiden als Ungläubige oder als Apostaten einordne, dürfe man ihre Tauba, wenn sie die Schahāda sprechen und sich ihren bisherigen Glaubensinhalten abwenden, nicht annehmen, denn es sei ein Konsens unter den Gelehrten, dass die Tauba des Ketzers (zindīq) nicht angenommen werde. Der Autor beruft sich hier auch auf Koranvers in Sure 2:14: „Wenn sie die Gläubigen treffen, sagen sie: Wir glauben. Wenn sie aber (wieder) mit ihren teuflischen Gesinnungsgenossen beisammen sind, sagen sie: Wir halten es mit euch.“ Derweil bestünde die Pflicht, die Jesiden zu töten. Ihr Hab und Gut sei dabei als Kriegsbeute zu betrachten.

### Angebliche Schrift von ʿUbaidallāh at-Tablaghī
Die beiden irakischen Salafisten Hamdī ʿAbd al-Madschīd as-Salafī und Ibrāhīm ad-Dūskī haben im Oktober 2010 im Internet eine Schrift mit dem Titel ar-Radd ʿalā r-Rāfiḍa wa-l-Yazīdīya al-muḫālifīn li-l-umma al-islamīya al-muḥammadīya (Die Widerlegung der Rāfidten und Jesiden, die im Widerspruch zur islamischen Umma Mohammeds stehen) veröffentlicht, die sie dem irakischen Gelehrten ʿUbaidallāh ibn Schibl ibn Abī Firās al-Dschubbī at-Tablaghī zuschreiben, der im Jahre 658 Hidschra (1268/9 n. Chr.) starb. Ob diese Schrift wirklich von dem Autor stammt oder erst später unter seinem Namen in Umlauf gebracht wurde, ist bisher noch nicht wissenschaftlich überprüft worden.
In dem Text steht beispielsweise, dass der Teufel sich des Verstandes der Jesiden bemächtigt und ihnen die Liebe zu Muʿawīya eingeflüstert habe. Sie beschreiben jenen als jemanden, der Wein trank und mit der Scharʿīa brach. Yazīd, in dessen Tradition die Jesiden in diesem Werk gestellt werden, wird weiterhin als derjenige charakterisiert, der Mekka belagerte, die Kaʿba mit Katapulten beschoss, einige von den Ansār und Husain tötete sowie alle Muslime zwang, seiner Familie zu huldigen. Trotz alledem hätten die Jesiden die Liebe zu Yazīd – Muʿawīyas Sohn – angenommen und würden nun sagen, dass sie von jedem, der Yazīd nicht liebt, das Blut und das Vermögen an sich reißen. Derjenige, der diese Neuerungen zu ihnen brachte, war demnach Hasan ibn ʿAdī, ein Nachkomme ʿAdī ibn Musāfirs in dritter Generation. Hasan ibn ʿAdī habe anschließend noch viele Menschen mit seiner Lehre in die Irre geführt. Die Folge sei, dass die Jesiden gegen den Islam verstoßen würden.

### Muhammad al-Munaddschid
Auf islamqa.info, einer Website, welche von Muhammad al-Munaddschid betrieben wird, werden die Jesiden als Ungläubige bezeichnet. Vorausgegangen war dieser Titulierung die Frage eines Muslims, ob man eine Jesidin heiraten dürfe. In seiner Antwort erklärt al-Munaddschid, dass sich bei den Jesiden Ketzereien entwickelt hätten, „mit denen sie aus dem Islam ausgetreten“ (ḫaraǧa bi-him ʿan dīn al-islām) seien, und es somit keinen Zweifel an ihrem Unglauben gebe. Deshalb sei es einem Muslim verboten, eine Jesidin zu heiraten.
Diese Fatwā beschreibt das Jesidentum zunächst als politische Bewegung, die im Jahre 750 (132 Hidschra) zur Unterstützung der Umayyaden entstanden sei, sich dann aber in Richtung Häresie entwickelte und schlussendlich die Religion des Islams hinter sich ließ. Der Autor der Fatwā sieht den Beginn dieser Entwicklung in der Schlacht von Kerbela, infolgedessen die Schiiten begannen, Yazid I. zu verfluchen. Für die Unterstützung Yazid I. gründeten die Jesiden deshalb eine politische Bewegung, die jegliches Verfluchen – sogar das Verfluchen Satans (ḥattā istankarū laʿn iblīs) – ablehnte. Sie widmeten sich ganz dem Koran und wollten alle Wörter, die das Verfluchen, Satan oder Missbilligung beschreibt, daraus tilgen, da es ihrer Meinung nach diese Wörter im ursprünglichen Koran nicht gegeben hat. So begannen sie Satan, der im Koran noch verflucht wird, zu verehren.
Zu den jesidischen Glaubensinhalten zählen laut dieser Fatwā:
- Die Verehrung Satans in Gestalt von Melek Taus. Um Bronzestatuen von Melek Taus in Form eines Hahns würden sie zudem den Tawāf vollziehen.
- Als Schahāda verwendeten sie folgenden Satz: „Ich bezeuge, dass Gott einer ist und Sultan Yazid der Liebling Gottes ist.“
- Im Dezember (šahr kānūn al-auwal) fasteten sie drei Tage, was mit dem Geburtstag Yazids zusammenfalle.
- Die Zakāt sammelten sie mittels Melek Taus und stellten sie der Führung ihrer Gemeinschaft zur Verfügung.
- Zu ihrem Haddsch stellen sie sich jedes Jahr zum zehnten Tag des Monats Dhū l-Hiddscha auf einen Berg in Lalisch.
- In der Nacht vom 14. auf den 15. Schaʿbān beteten sie und behaupteten, dass dies für das ganze Jahr reiche.
- Am Jüngsten Tag nehme ʿAdī ibn Musāfir seine Gemeinde und ziehe mit ihr ins Paradies ein.
- Sie pilgern zu den Grabstätten ihrer Scheiche wie ʿAdī ibn Musāfir und zündeten dort Kerzen an.
- Sie verbieten die Heirat zwischen verschiedenen Kasten und gestünden jedem Jesiden bis zu sechs Frauen zu.
- Bei den Jesiden sei die Farbe Blau verboten, da diese die Farbe Melek Taus’ sei.
- Salat, Kohl, Kürbis, Bohnen und das Fleisch eines Hahns – und damit das Fleisch von Melek Taus –, einer Henne, eines Fisches, einer Gazelle und eines Schweines verböten sie zu essen, weil sie darin das Pendant von Melek Taus sähen.
- Als der Islam in Kurdistan Einzug erhielt, nahmen die Jesiden einige Glaubensinhalte der damals noch verbreiteten Religion des Zoroastrismus auf.

Aufgrund all dieser Punkte gebe es keinen Zweifel am Unglauben desjenigen, der sich zum Jesidentum bekennt, und daran, dass diese Person gegen den Islam verstoße. Sie seien nicht wie Juden und Christen eine Buchreligion (Ahl al-kitāb), sondern besäßen kein Buch. Daher sei das Jesidentum eine abtrünnige Sekte (aṭ-ṭāʾifa al-murtadda), in der sich Farben des Unglaubens zu einer Religion (milla) mischen.

### Katarisches Religionsministerium
Das katarische Religionsministerium beschreibt in einer Fatwā den Glauben der Jesiden als „nicht zum Islam gehörig“ (fa-lā ṣila la-hu bi-l-islām). Der jesidische Gläubige sei demnach ein Kāfir (Ungläubiger). In einer weiteren Fatwā beschreibt das Religionsministerium die Genese des Jesidentums aus seiner Sicht. Wie schon bei Muhammad al-Munaddschid heißt es, dass das Jesidentum sich als eine politische Bewegung in der Liebe zu Yazid I. herausbildete. Später sei daraus der Tarīqa ʿadawīya – benannt nach ʿAdī ibn Musāfir – entstanden. Dieser Tarīqa sei jedoch abgewichen und habe Yazid I. und Satan, welchem sie den Namen Melek Taus gaben, als heilig angesehen. Zu ihren wichtigsten Glaubensinhalten zähle demnach:
- Das Ablehnen der Verfluchung von Yazid I., wobei sie jegliche Art von Verfluchung generell ablehnten – selbst wenn es um die Verfluchung Satans gehe, die der Koran vorschreibt. Diese Art der Verfluchung, Missbilligung oder das Wort Satans tilgten sie aus dem Koran.
- Sie verehrten Satan, da sie ihn als ersten Monotheisten (al-muwaḥḥid al-auwal) ansehen.
- Sie haben ein Buch mit dem Titel „Das schwarze Buch“ (al-kitāb al-aswad).
- Ihre Schahāda laute wie folgt: „Ich bezeuge, dass Gott einer ist und Sultan Yazid der Freund Gottes ist.“
- Sie fasteten drei Tage zum Geburtstag Yazid I.
- In der Nacht vom 14. auf den 15. Schaʿbān beteten sie und behaupteten, dass dies für das ganze Jahr reiche.
- Am Jüngsten Tag nehme ʿAdī ibn Musāfir seine Gemeinde und ziehe mit ihr ins Paradies ein.
- Sie pilgern zu den Gräben wie zu dem des ʿAdī ibn Musāfir.
- Glaubensinhalte des Zoroastrismus seien in ihre Religion eingegangen.
- Sie heben ʿAdī ibn Musāfir auf die Stufe der Einheit Gottes (al-ulūhīya) an.

Da sie nicht den Ahl al-kitāb zuzurechnen seien, dürfe ein Muslim kein Mahl, welches von Jesiden zubereitet wurde, verzehren.
Auf die Frage, ob man die Speisen und Getränke der Jesiden, die einen in ihr Haus einladen, verzehren dürfe, antwortete das Ministerium mit dem Vergleich zu den Ahl al-kitāb. Da die Jesiden keine Ahl al-kitāb seien, dürfe ein Muslim ihre Speisen und Getränke nicht konsumieren. Es sei einem Muslim lediglich dann erlaubt, in ihr Haus einzutreten, falls man sie zum Islam einladen möchte.

### Neueinordnung der Jesiden alsAhl al-kitāb
Nach den Massakern der IS-Organisation an den Jesiden 2014 gab es Bestrebungen seitens islamischer Gelehrter, die Jesiden als Ahl al-kitāb anzuerkennen. In einem offenen Brief gegen die Ausrufung des Kalifats durch die IS-Miliz forderten über 120 islamische Gelehrte die Anerkennung des Jesidentums. Sie kritisierten den Völkermord durch die IS-Terroristen als „abscheuliche Verbrechen“ und verwiesen in ihrer Argumentation auf ein Hadīth sowie die Positionen al-Qurtubīs und Mālik ibn Anas: Die Dschizīya sei von allen nichtislamischen Gruppen zu erheben. Zudem verweisen sie auf die Tradition der Umayyaden, auch Hindus und Buddhisten als Dhimmīs anzuerkennen. Die Unterzeichner des offenen Briefes bezeichnen die Jesiden schlussendlich als Madschūs.

## Jesidische Sichtweise auf die Verfolgungen
Die Erinnerung an Verfolgung ist ein zentraler Bestandteil der jesidischen Identität. Wie weiter oben schon erwähnt wurde es bei den Jesiden gängig, die Verfolgungen ab der Zeit des Osmanischen Reiches mit dem osmanischen Begriff Farmān, welcher ein Dekret des Sultans bezeichnet, gleichzusetzen. Die Anzahl von 72 Farmān lässt sich aus den mündlichen Überlieferungen und Volkslieder der Jesiden ableiten. Bei der genauen Zählung der Farmān besteht keine einheitliche Linie. Manche Jesiden sprechen beispielsweise von 73 Farmān, andere von 74. Gemein ist ihnen jedoch, dass sie die Verfolgung der Jesiden bis heute beschreiben.
Die ersten sechs Farmān waren laut einer Liste die Folge von Abū s-Suʿūds Fatwā. Süleyman I. habe diese zum Anlass genommen, um die Jesiden zu verfolgen. Eine andere Website nennt Abū s-Suʿūds Fatwā dagegen erst als Nummer acht und beginnt mit der Verfolgung 1246 durch den letzten Atabeg der Zengiden in Mossul, Badr ad-Dīn Luʾluʾ.
Die Verfolgung durch Kör Mohammed von 1832 datieren manche Jesiden zwar auf 1831, sprechen jedoch auch davon, dass ihr Anführer ʿAlī Beg getötet wurde und sie verfolgt wurden. Auch dies bezeichnen die Jesiden als Farmān 43. Andere schließen sich dieser Datierung an, sprechen jedoch von Farmān 49.
Die Farmān 59 bis 73 sind diverse „Fatwās“ von Extremisten. Zudem zählen darunter auch die Katastrophe (nakba) von 2007 – eine Anspielung auf den Anschlag durch al-Qaida.
Das letzte Farmān ist der 74. und bezeichnet den Völkermord an den Jesiden durch die IS-Terroristen im August 2014.